# Oenopota pyramidalis
Oenopota pyramidalis, tên tiếng Anh: pyramid lora, là một loài ốc biển, là động vật thân mềm chân bụng sống ở biển thuộc họ Conidae, họ ốc cối.